# Ґерави
Ґерави (Geravy) — гірський масив в Словаччині; геоморфологічна підодиниця масиву Списько-Гемерський карст. Найвища точка — 1020 метрів над рівнем моря.. Місце розташування — Кошицький край.